# Cự đà đất Barrington
Cự đà đất Barrington hoặc Cự đà đất Santa Fe (Conolophus pallidus) là một loài thằn lằn trong họ Iguanidae, được Heller miêu tả khoa học đầu tiên năm 1903.
. Đây là một trong ba loài Conolophus và là loài đặc hữu của đảo Santa Fe ở Galapagos

## Hình thái học
Cự đà đất Barrington cũng tương tự như cự đà đất Galapagos ngoại trừ cự đà đất Barrington có màu vàng nhạt hơn với một cái mõm dài nhọn hơn và cột sống lưng rõ rệt hơn.
Cự đà đất Barrington phát triển đến chiều dài 3 feet với trọng lượng cơ thể lên đến £ 25. Là loài máu lạnh, chúng hấp thụ nhiệt từ mặt trời sưởi nắng trên đá núi lửa và vào ban đêm ngủ trong hang để bảo tồn nhiệt độ của chúng. Nó còn có một sự cộng sinh với sẽ trên đảo, chim loại bỏ ký sinh trùng và bọ ve. Giúp cứu trợ cho kỳ nhông và thức ăn cho các loài chim.

## Chế độ ăn uống
Cự đà đất Barrington chủ yếu ăn thực vật, tuy nhiên một số cá thể cho thấy chúng là động vật ăn thịt cơ hội, bổ sung chế độ ăn uống của chúng với côn trùng, rết và xác thối. Bởi vì nước ngọt khan hiếm trên hòn đảo mà nó sinh sống, nó có được đa số độ ẩm của nó từ cây xương rồng lê-gai tạo nên 80% chế độ ăn uống của chúng: trái cây, hoa, và thậm chí gai. Trong mùa mưa nó sẽ uống từ hồ và thưởng thức hoa vàng của các loài chi Portulaca.